# 深圳公交巴士

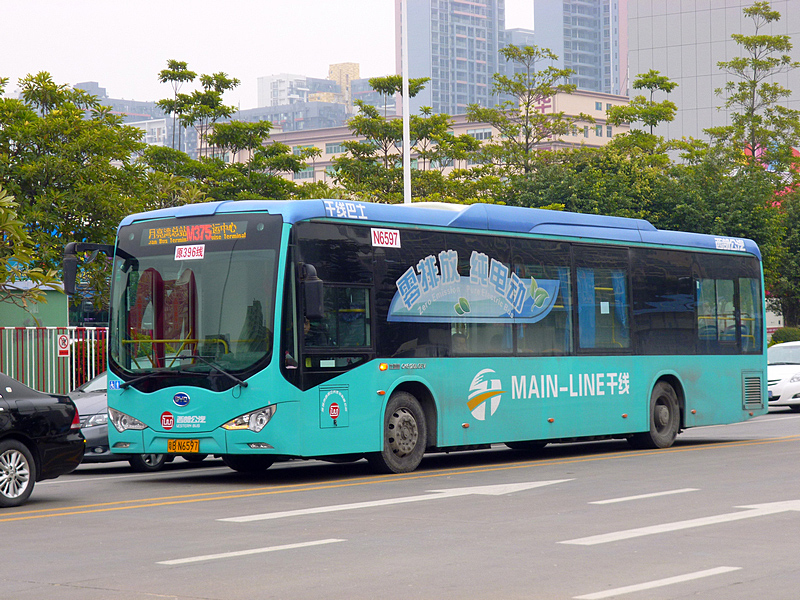
深圳M375路公共汽车（西部公汽比亚迪K9，干线巴士涂装）

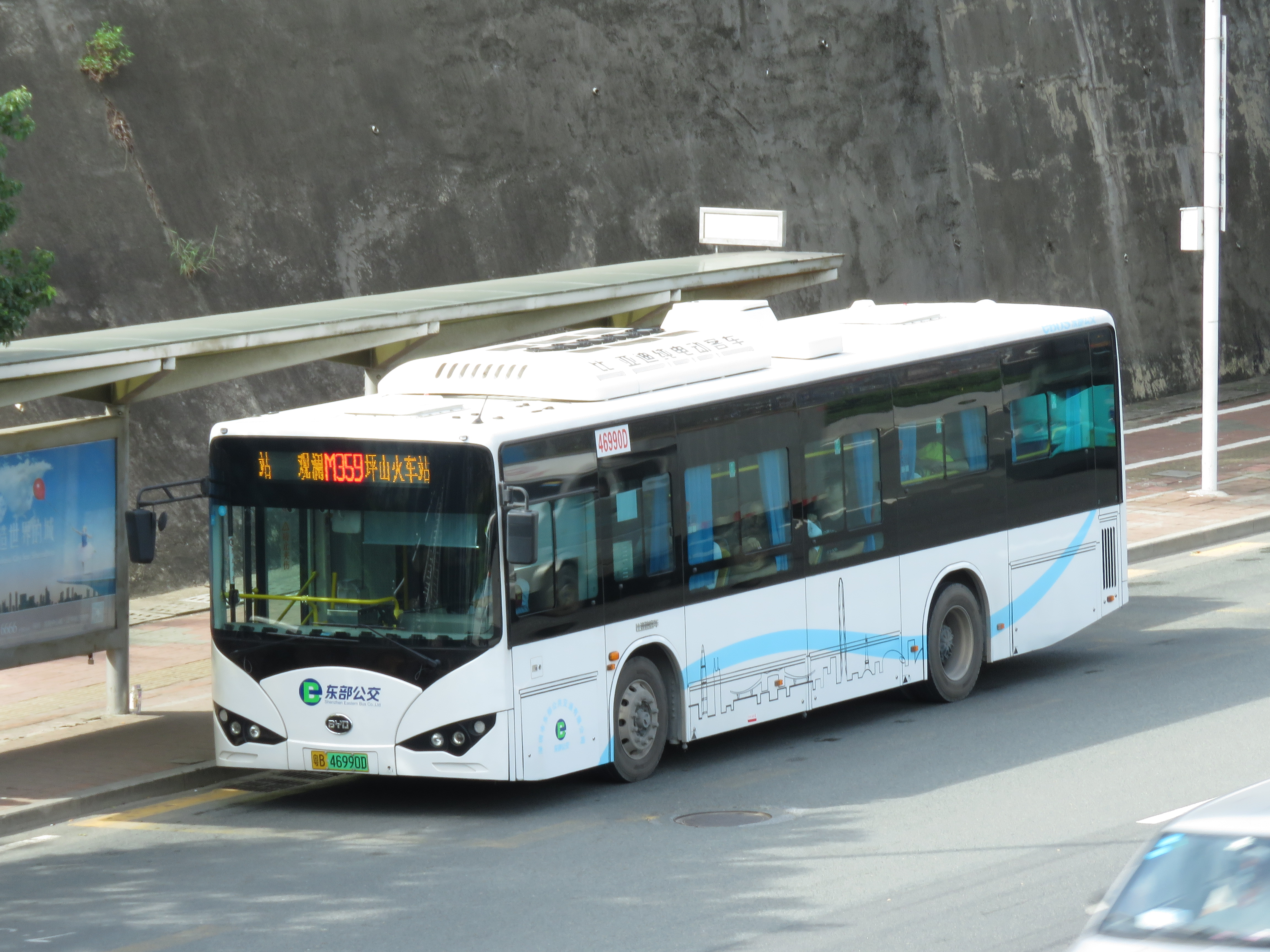
深圳M359路公共汽车（东部公交比亚迪K8，城市剪影涂装）

深圳公交巴士，是指深圳市内及深圳市与相接壤城市之间的城市公共汽车服务，是深圳市主要的公共运输方式之一。截至2022年12月，深圳共有941条巴士线路（不含深汕特别合作区线路及东莞、惠州运营商开行的城际线路）。2022年，深圳市常规公交客流量为7.39亿人次。

## 历史

### 1970年代
深圳首条公交线路于1975年开通，来往罗湖海关/侨社客运站及东门汽车站（现今1路的前身），全长2.3公里，实行分段收费，全程0.2元，配车2辆，由宝安县深圳镇人民汽车公司营运，主要服务从香港回内地的乘客。
1979年，深圳镇人民汽车公司更名为深圳市公共汽车公司，公交线路增加至两条，共有12辆车，此时深圳除火车站东、西广场设有固定场站外，其他场站均为临时设置，也不设固定的中途站。

### 1980年代

#### 公交大巴
1980年，深圳经济特区成立，公交服务开始发展。深圳市公共汽车公司引入深圳第一批售票员，此时车票价格1角。至1982年，深圳共有5条公交车线路：火车站/侨社至水库、火车站/侨社至东门汽车站、东门汽车站至福田路口、北方大厦至南头、东门至沙头角，配车共24辆。此后相应的配套设施也逐渐完善，1983年在福田路口、黄贝岭、水库新建固定公交场站，并新建60个候车亭。此后公交车站也开始获得系统性的站名。
1983年，公交车开始定时定点行驶，各线路从早上6～7时开始发车，至晚上16～19时收班，车次约2小时一班。至1985年，特区内公交线路达20条，并开始编号，编订发车间隔、准点率、配车数、行驶班次及行驶路径，发车间隔大幅压缩，高峰期每2～5分钟一班车，平峰期每5～9分钟一班车。1988年，深圳公交3路开通首个“大站快车”服务，只停靠沿线重要站点，并引进无线电通讯系统以方便调度。
当特区内的公交服务逐渐完善时，特区外及来往特区内外的公交服务也开始发展。1985年，首批“城镇郊县公共汽车”开通，包括特区至溪冲、小梅沙、观澜、平湖及南头至新安的线路，此后宝安县公共汽车公司于1989年开办宝安县城至罗湖、西乡街道、固戍、中和、中医院四条专线。随着道路的修建，城镇郊县公共汽车线路逐渐增加。
1988年深圳展开了推普工作，除地铁外，所有公交车粤语报站取消。

#### 公共中小巴
经济特区成立后，随着市区范围扩大及特区人口的增长，公共交通需求逐渐增大，但普通公交大巴运力不足，线路未能覆盖特区的各个角落。1980年左右，深圳开始出现“营运中小型客车”，此类客车按出租车牌照登记，行经公交大巴不经过的工业区、住宅区、小巷子等，扬手即停，停靠站点不固定，收费便宜，营运模式类似于香港的白牌车（香港小巴的前身），极大地方便了居民的出行，因此很受市民欢迎。至1985年，便有逾1000辆营运中小型客车在深圳行驶，服务范围也延伸到特区外。
1989年，深圳交通部门决定开辟公共中小巴线路，并将线路通过竞投方式承包给深圳市公共汽车公司及西湖企业发展公司营运。同年6月15日，首条公共中小巴线路（1号线，来往东湖客运站及福田客运站）开通，配车13部，至1989年底共有6条线路共64辆车投入运营。此后，通过将营运中小型客车转型为公共中小巴的方式，深圳的公共中小巴服务开始发展，并逐渐成为重要的交通出行方式。

### 1990年代
1991年5月31日，深圳公交开辟2条夜间服务专线，服务时间21:30至次日凌晨2时。至1992年底，深圳营运公共中小型客车达2157辆，其中特区内公共中小型客车有555辆，线路36条。全市有9条线路开设夜间服务。
1992年11月，深圳公交正式推出10路、203路无人售票线路，为全国第一个实行公交无人售票的城市。
1993年，深圳市公共汽车公司成为独家行使特区内公共汽车专营权的企业。
1996年11月，深圳率先使用IC卡电子钱包刷卡收费管理系统，解决零钞短缺、兑换难题，开创了全国公交行业电子支付的新时代。

### 2007年前

#### 公共中小巴退出特区
自深圳有公共小巴以来，已浮现出一系列运营和管理上的问题来：比如车外破、车内脏，或宰客、甩客、违章、违规经营、过度竞争、服务人员质量不高等问题。凡此也渐渐成为深圳市民投诉的热点。
于2000年，深圳开始力图规范中小巴的运营，首次推出了公共中小巴行业违章末位淘汰制度，51名公共中小巴驾驶员因违章次数过多被吊销营运车辆驾驶准许证。同年11月，政府严禁中小巴超载，一时成为市民讨论的热点问题。
2003年，在这年深圳春运工作总结大会暨道路运输工作会议上，深圳市交通局负责人宣布：从2003年开始，公共中小巴将逐渐从中心城区退出。2005年4月，深圳媒体报道，公共中小巴将以“三个一批 ”（淘汰一批、转移一批、转换一批）的方案实施退出计划。而到了2006年7月1日，深圳中小巴正式于深圳原二线关内停止服务。

### 2007年后

#### 公交专营化改革
自1992年深圳经济特区实行公交专营制度后，特区内的公交线路一直由深圳巴士集团及其子公司经营，但来往特区内外及特区外的公交线路（原先的“城镇郊县公共汽车”）一直实行市场化管理，线路以承包方式交给企业经营。市场化的管理模式引进民营资本参与竞争，促进了公交行业的发展，但也导致了过度竞争和资源浪费，部分偏远地区公交服务不足。此外，由于政府监管不到位，私改线路、私自涨价、超速超载等现象一直未能根除。由于经营企业多，各企业性质、背景、公司利益不同，政府难以统一地实施便民政策，使得推广深圳通、降低票价、提升服务质量等相当困难。
为提高公交服务质量，2007年9月19日，深圳全市开始实施公交专营化改革，成立东部公交、西部公汽两家专营公司，并开始将深圳市的34家公交经营企业整合为深圳巴士集团、东部公交、西部公汽三家，分别经营关内、龙岗、宝安的公交线路，而其余企业则采取整合进新公司、改行取得出租车经营权或者获得政府补偿后退市。同年12月31日，东西两家公交企业接手首批18条公交线路，其中西部公汽接手11条宝安区线路（719、720、721、722、723、725、726、727、728、729、730），东部公交接手7条龙岗区线路（923、926、928、929、933、935、936）。
此后政府要求全市所有公交线路的整合工作需在2010年1月26日前完成。然而，由于部分线路承包关系复杂，政府与原有经营者的谈判进展缓慢，直至2009年仅有60%的线路完成整合。同时在已整合的线路上，由于员工薪资、福利待遇问题而发生多次罢驶事件。尽管媒体报道公交线路整合工作于2010年1月27日凌晨完成，但是到目前为止，天诚运输、金华南、横岗运输等企业的线路仍未整合，部分线路的车辆虽然在整合后贴上了三大专营企业的标志，或是直接由三大专营企业派车，但线路经营权仍未收回，媒体也屡次曝光未整合线路车辆破旧、发车间隔长的问题。此外部分公交化客运班线（包括观光线路、机场巴士线路等列在公交站牌上而属客运班线的线路）及城际公交线路未被整合。

### 2010年代
2013年8月31日，深圳最长公交线路310-315环线正式拆分为M413、M414、M415三条线路，以提高公交线网运行效率，降低安全隐患。310-315环线原为运发鹏程经营的银湖来往沙井的310路及银湖来往松岗的315路，之后由于场站资源不足，两线合并，此后交由深圳城巴经营，后于2010年转交东部公交经营。该线全长122公里，配车130辆，全程运行需5至6小时。
2016年8月24日，随着深圳巴士集团第三分公司236路的5辆、M459路的4辆非空调普巴正式退役，深圳公交巴士实现全面空调化。
2017年7月，深圳唯一一条J字头线路J1路正式停运，并被拆分为M519（皇岗口岸-海上世界）、M520（大梅沙-福田交通枢纽）两条线路。J1路和J2路原定于2005年5月1日以“捷运巴士”的名义开通，最终由深圳巴士集团运营，最初被用作“快速公交的尝试性线路”。

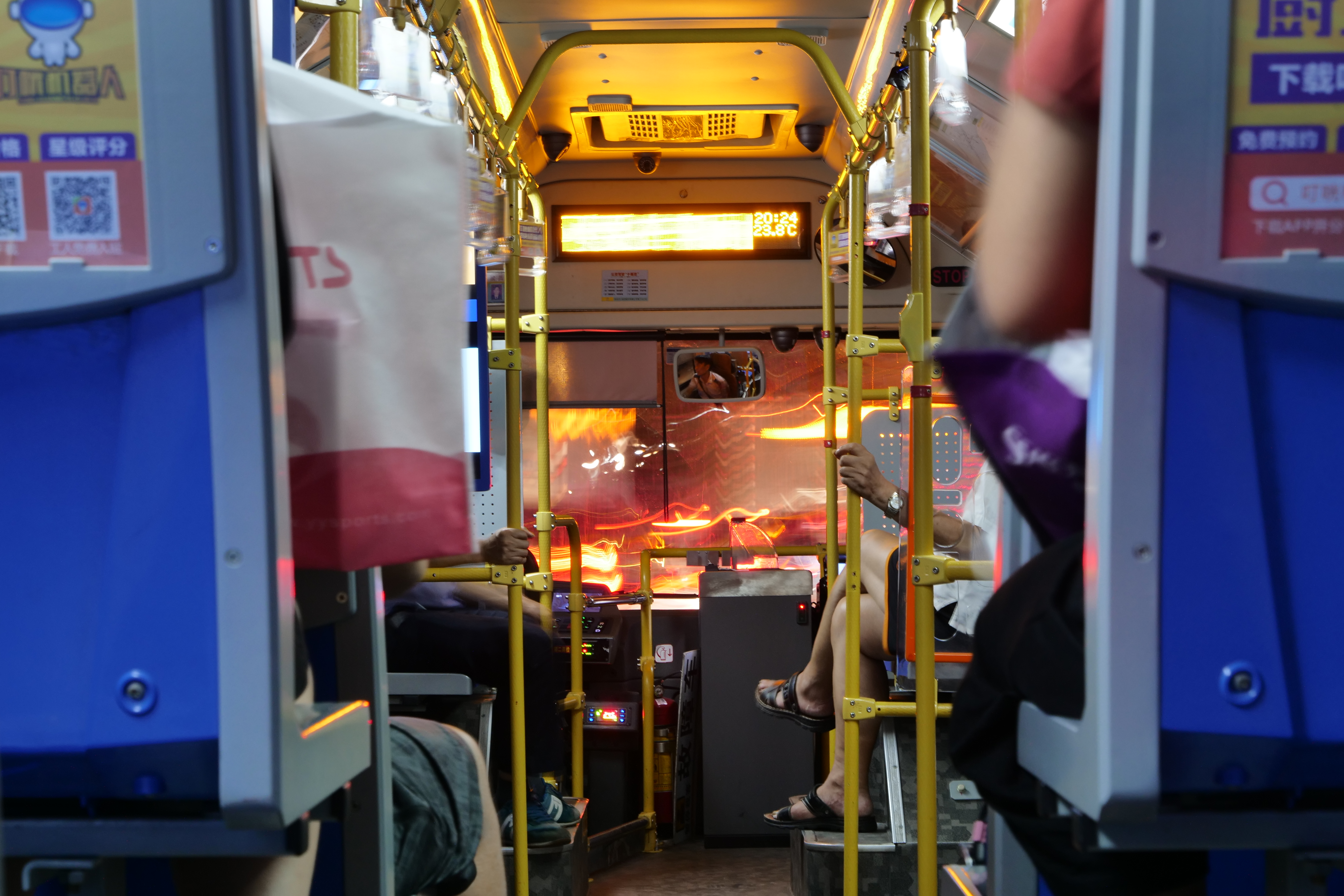
M206内部（比亚迪K8）

#### 纯电动客车
2005年11月，深圳巴士集团借来2辆电动公交，并投放在11路进行试运营，这是深圳公交第一次引进纯电动公交进行试运行，但由于综合运营成本太高，两辆纯电动公交试运营数十日后便被退回厂家。
时隔5年，2011年，巴士集团首批共2台比亚迪K9纯电动公交投放至202路试运营，之后西部公汽也投放第一批共10辆K9纯电动公交。于大运会期间，深圳三大公交专营企业共投放253辆纯电动公交。此后除了K9外，五洲龙FDG6113EVG（投放于干线巴士线路）、FDG6751EVG（投放于支线巴士线路）等款式的纯电动公交也开始投放。
但在纯电动公交引进初期，由于资金、场站、技术等问题，车辆大规模置换较为困难。纯电动公交的价格普遍高于普通公交车，经营企业主要通过融资租赁、扩大应标厂商范围、政府补贴等方式降低开支。原有公交场站有八成以上是租赁而来，难以安装固定充电桩，经营企业只能将充电桩安装在固定场站或签订租约较长的地点，安装及经营由其他企业负责，并实行一桩多充、夜间充电等措施，降低建设成本和电费。早期引进的纯电动公交由于技术不成熟、制造工艺不过关等缘故，频频出现故障，巴士集团的五洲龙纯电动公交甚至发生过充导致的火灾事故。后续投放的纯电动公交在技术和质量上有所提升，但仍因起步过快、低频噪音导致晕车等问题而遭诟病。
2012年9月22日，巴士集团在226路集中投放15辆纯电动公交，标志着深圳市纯电动大巴开始较大规模集中运营，此时深圳三大公交专营企业共有纯电动大巴253辆，纯电动中巴26辆。
在接下来数年，三大公交企业投放的新能源公交仍以插电式混合动力客车为主，直至2016年，纯电动公交投放开始进入大规模投放阶段。2016年中旬，深圳巴士集团向四家中标单位采购3573辆纯电动公交，总价达18亿元人民币，其中除比亚迪外，还有首批共967辆南京金龙纯电动客车，投放于客量小的线路；东部公交亦向比亚迪采购3024辆纯电动公交，总价达18.12亿元；西部公汽也向比亚迪采购3700多辆纯电动公交，但之后各车型采购数量有所调整。
2016年内，深圳三大公交企业共投放超过10000辆纯电动公交，累计投放约1.5万辆，型号包括比亚迪K8、K7、K6、C9、C8（K7、K6投放于客量小的线路，C9、C8为旅游客车规格）等，以及南京金龙开沃NJL6859BEV9。随着公交车队的纯电动化，原有的柴油公交、混合动力公交、LNG公交逐步退役。
2017年6月8日，深圳巴士集团的最后一辆柴油公交（车牌：粤BJ9606）正式退役，标志着巴士集团旗下车队5698辆公交车实现全面电动化。此时东部公交共有4965辆纯电动公交，全面电动化接近完成，西部公汽则达到80%电动化。直至2021年12月31日西部公汽柴油车全数退役后，深圳三大专营公司公交车辆全面实现电动化。

#### LNG客车、混合动力客车
2009年12月17日，深圳市首批15辆LNG公交车投放仪式在侨城北综合车场举行。本次投放仪式后，近期内将有300辆陆续在深圳巴士集团，东、西部公交公司投放运营。侨城北综合车场也成为深圳市首个LNG公交车综合服务维保中心，为今后大规模投放LNG公交车提供综合维保服务。LNG公交车使用天然气作为能源，排放污染物大大降低。

## 线路分类方法
深圳巴士线路分类方法有两种：数字编号及字母编号。目前两种编号方式并存，但数字编号线路在逐渐以拆分、合并、更改编号的方式转变为字母编号方式，且自2010年以来，没有任何新开线路使用数字编号方式。

### 数字编号方式
该方式于1995年开始实施。（“公交大巴”指由交委批准的，由有资质的运输公司经营的巴士线路；“公共中小巴”指由交委批准，由个人或运输公司承包经营的中小巴路线）
- 1～99、100～199及200～299为原特区内（指南山区、福田区、罗湖区和盐田区四区）公交大巴线路；
- 300～399为跨原特区公交大巴线路
- 400～499为原特区内公共中小巴（已于2005年全部取消）
- 600～699为宝安区公交大巴
- 700～799为宝安区公交中小巴
- 800～899为龙岗区公交大巴
- 900～999为龙岗区公交中小巴[4]

此后数年，交委又逐渐开通数条公交大巴线路，此类线路以字母开头，包括“K”字头线路、“J”字头线路（原捷运巴士（深圳巴士集团子公司）经营的线路，目前已不再使用）。此外还有N开头的夜班线路（该编号方式仍在使用）。

### “三层次线网”编号方式
2008年6月，深圳市交委启动“快线-干线-支线”三层次公交网络规划，三层次线网包括快线、干线、支线三个层次：
- E字头线路：快线巴士（Express）为城市组团间长距离出行乘客提供快速运输服务；
- M字头线路：干线巴士（Main Line）为城市主要干道沿途客流提供中快速运输服务；
- B字头线路：支线巴士（Branch Line）为组团内部短距离乘客提供中速服务，并兼起加密网络覆盖和为快线、干线提供接驳换乘的功能。[36]

现今新开通路线均使用该编号方式。

### 现行路线分类方式
| 线路编号类型   | 意义 |
| -------------- | --- |
| 仅有数字编号   | 按长短途及地理区域分类的常规线路（分类方式见上文）                                                                                       |
| N1～N50        | 为部分常规线路的夜间班次，但不少线路在午夜前便收班                                                                                       |
| M100～M599     | 干线巴士线路（Main Line），此种线路的运营车辆被涂上青色                                                                                  |
| B600～B999     | 支线巴士线路（Branch Line），此种线路的运营车辆被涂上橙色                                                                                |
| E1～E100       | 快线巴士线路（Express），此种线路的运营车辆被涂上绿色                                                                                    |
| 高峰专线1～200 | 仅在早、晚高峰开行的，用于疏导客流的线路（部分电牌显示为“GF1～GF200”），但部分高峰线路在平峰时期也开行。                                 |
| 高快巴士1～100 | 仅在早、晚高峰开行的，用于疏导客流的线路，但停站较少，部分线路只有始发站或实施单边调度（部分电牌显示为“高快1～高快100”或“GK1～GK100”）。 |
| 旅游X线        | 由私营企业经营的公交化客运班线 |
| 深汕X线        | 指深汕特别合作区内运营的常规公交线路，深汕高峰专线X号仅在早、晚高峰开行                                                                  |
| XX专线         | ①仅在双休日、公众假期或特定时期开行的旅游巴士线路 ②有其他特定用途的线路（如换乘、接驳等）                                                |
| A字头线路      | 指从深圳机场始发，往来深圳各区的机场快线（Airport）。                                                                                    |
| NA字头线路     | 指从深圳机场始发，往来深圳各区的守候航班专线（Night Airport），专线运营至最后一架航班落地。                                              |
| 深惠/莞1～3线  | 指深圳与周边城市签署经营合同，并开办的前往异地交通运输局辖区内站点的城际巴士线路                                                         |

- 支线巴士涂装（深圳巴士集团B688路）
- 干线巴士涂装（东部公交M414路）
- 快线巴士涂装（西部公汽E15路）

## 票务

### 票价标准
2007年深圳市发改委发布的《关于降低公交大巴票价的通知》规定：
- 全程不足28公里（含28公里）的公交大巴线路实行一票制，全程超过28公里的线路实行分段票制。
- 对于一票制线路：
  - 全程不足11公里（含11公里）线路的票价为：非空调大巴1元/人次，空调大巴2元/人次；
  - 全程超过11公里不足18公里（含18公里）线路的票价为：非空调大巴1.5元/人次，空调大巴2.5元/人次；
  - 全程超过18公里不足28公里（含28公里）线路的票价为：非空调大巴2元/人次，空调大巴3元/人次。
- 对于分段票制线路：
  - 非空调大巴票价为：前8公里1元，后每乘坐3.5公里递增0.5元；
  - 空调大巴票价为：前11公里2元，后每乘坐2.5公里递增0.5元；
  - 票价上限为非空调大巴7元/人次，空调大巴10元/人次。[37]

而2009年发布的《关于公共中小巴票价的通知》规定：全程不超过10公里的公共中小巴线路实行一票制，票价为1元/人次；全程超过10公里不超过20公里的公共中小巴线路实行分段票制，票价为：乘车里程不超过10公里的为1元/人次，乘车里程超过10公里的为2元/人次。
2012年发布的《关于规范快速公交线路票价管理的通知》则对快线巴士的票价进行规定：原则上实行一票制，票价=实际营运里程×基准票价（0.22元/人公里），实际票价以元为单位，四舍五入，票价上限为10元/人次。已经营运并实行分段收费的快速公交线路，在不超过基准票价水平和总票价不超过10元/人次的前提下，可维持现行票价不变。
根据2016年发布的《深圳市发展改革委关于完善我市公共汽车票价管理的通知》，上述票价标准应适用于深圳三大专营公交企业、金华南、天诚运输、横岗运输经营的线路以及各城际公交线路，但实际上并非所有线路都按照上述标准执行票价。由于在2007年降低公交票价时，按照新票价标准，部分线路票价出现不降反升的情况，故维持原价，因此部分线路票价较上述标准低。此外大部分支线巴士实施1元/人次票价，部分城际公交线路按照对开城市的票价标准实施票价。而由私营企业经营的公交化客运班线票价不受上述规定制约。

### 收费方式
深圳公交巴士收费方式分一票制和分段收费两种。实施一票制的线路为无人售票，不设找赎，实施分段收费的线路一般由乘务员售票，但也有部分线路实行无人售票分段收费，乘客需向司机购票。

### 付费方式
除现金外，乘客也可使用深圳通、岭南通、符合全国交通一卡通互联互通标准的异地城市电子票证、银联闪付卡以及手机扫码支付乘车，但各支付方式的优惠政策有所不同。

### 优惠政策

#### 深圳通
使用深圳通乘坐任一公交线路，乘客可享受票价优惠：票价3元以下（含3元）部分8折优惠，3元以上6元以下（含6元）部分7.5折优惠，6元以上部分6.5折优惠。使用深圳通的乘客，在刷卡5分钟后到90分钟内，在不同的公交线路间、在公交线路与地铁间、在地铁与公交线路间换乘，在刷卡优惠的基础上，给予0.4元/人次的换乘优惠。
2022年8月1日起，深圳公交巴士推出“干线+支线”组合换乘优惠：深圳通（实体卡、NFC、微信小程序及应用程序）使用者乘坐指定干线于指定车站在刷卡时间90分钟内换乘指定支线时，支线票价为0元；乘坐指定支线于指定车站换乘指定干线时，干线票价会扣除支线已支付金额；既有换乘优惠仍然有效。

#### 学生及儿童
- 身高1.2米以下的儿童免费乘车；身高1.2米－1.5米的儿童按全票价5折优惠乘车。
- 6周岁以下的儿童可凭深圳通公司核发的“深圳市儿童乘车卡”免费乘车， 6-14周岁的儿童凭深圳通公司核发的“深圳市儿童乘车卡”按全票价5折优惠乘车。
- 中小学生（含高中）凭深圳通公司核发的“学生卡”按全票价5折优惠乘车。[46]

## 运营公司

### 三大专营企业

#### 深圳巴士集团
深圳巴士集团是深圳最早成立的公交专营企业，于1975年成立，是目前深圳市最大的公交经营企业，主要经营原特区（南山区、福田区、罗湖区、盐田区）及来往原特区及原特区外的公交线路，营运线路共330条，旗下车队有近5300辆公交车。

#### 东部公交
东部公交于2007年挂牌成立，是深圳进行公交专营化改革后成立的公交专营企业，主要经营龙岗区、大鹏新区、坪山区及来往此三区及深圳其他地区的公交线路，目前共营运250条公交线路，旗下车队有近5500辆公交车。

#### 西部公汽
西部公汽于2007年挂牌成立，是深圳进行公交专营化改革后成立的公交专营企业，主要经营宝安区、光明区、龙华区及来往此三区及深圳其他地区的公交线路，目前共营运353条公交线路。

### 其他企业
- 深圳市金华南巴士股份有限公司：为深圳一家经营交通运输的私人企业，是东部公交的股东之一，在公交专营化改革前经营331、332、356、367、368、388、389、798八条线路，此后由于未与政府达成协议，旗下线路没有被整合。后期经营331、E24两条线路，目前已不再营运。

- 深圳市天诚运输实业有限公司：为深圳一家经营交通运输的私人企业，在公交专营化改革中未与政府达成协议，旗下线路没有被整合，曾经营373、374、375、390四条线路，目前已不再营运。

- 深圳市横岗汽车运输有限公司：为深圳一家经营交通运输的国有企业，成立于1994年。[47]在公交专营化改革中未与政府达成协议，旗下线路没有被整合，[15]，目前已不再营运。

- 深圳市恒誉光明运输集团有限公司：为深圳一家经营交通运输的私人企业，成立于1997年，曾经营多条以光明区为起讫点的公交大巴、公共中小巴，公交专营化改革后所有线路移交给西部公汽经营，曾经营来往松岗及福田的K578路公交，目前已不再营运。[48][49]

- 深圳市机场运输有限公司：为深圳机场股份有限公司的下属企业，曾经营来往深圳机场及市区的3条机场巴士线路（机场1线、330B、330C），目前已不再营运，机场巴士线路已转由深圳巴士集团第三分公司机场事业部运营[50]。

- 深圳市大鹏海滨汽车运输有限公司：为深圳一家经营汽车租赁、交通运输的企业，于1994年成立[51]，公交专营化改革前经营多条大鹏区内路线，曾经营旅游5线，目前已不再营运[52]。

- 深圳市中南服务巴士有限公司：为深圳一家经营汽车租赁、交通运输的企业，也是东部公交的股东之一，公交专营化改革前经营多条3开头的跨特区线路及6字头宝安公交大巴线路，曾经营旅游7线、旅游8线，目前已不再营运[53]。

- 深圳市新通宝运输有限公司：为深圳一家经营交通运输的企业，成立于1992年[54]，公交专营化改革前经营多条3字头的跨特区线路及7字头的宝安公共中小巴线路，目前已不再营运。

- 深圳市安道运输集团有限公司：为深圳一家经营交通运输的私有企业，公交专营化改革前经营数条6字头宝安公交大巴线路，曾经营来往深圳及惠州的深惠1、2线城际公交，目前深圳方企业已不再营运深惠1、2线。

- 深圳市华程交通有限公司：为深圳一家经营交通运输的国有企业，由龙岗区人民政府于1999年组建[55]，公交专营化改革前经营多条3字头跨特区线路、8字头龙岗公交大巴线路、9字头龙岗公共中小巴线路，曾经营来往深圳及惠州的深惠3A线、深惠3线城际公交，目前已不再营运。

- 深圳市宝运发汽车服务有限公司：为深圳一家经营汽车租赁、交通运输的企业，于1994年建立，其母公司为深圳运发集团[56]，公交专营化改革前经营多条公交线路。曾经营来往深圳及东莞的深莞1、2线城际公交，目前已不再营运。

- 330路（机场1线，由机场运输经营）
- 旅游9线（由新通宝经营）
- 深惠3线海滨支线（由华程交通经营）